# ابوالحسن صدر میرحسینی
ابوالحسن صدر میرحسینی نماینده جیرفت در دوره شانزدهم مجلس شورای ملی بود.
ابوالحسن صدر میرحسینی از خاندان میرحسینی کرمان بود که نوادگان میرزا حسین خان راینی، فرمانروای کرمان در دوران زندیه‌اند. او شهردار کرمان بود  و در سال ۱۳۲۸ در انتخابات دوره شانزدهم مجلس شورای ملی نامزد نمایندگی جیرفت شد. 
انتخابات در ۲۳ مهر ۱۳۲۸ آغاز شد و به مدت پنج روز ادامه یافت. پس از پایان انتخابات، انجمن نظارت بر انتخابات، آرای صندوق اسفندقه را ساختگی تشخیص داد و باطل کرد. شمارش آرا از ۲۹ مهر آغاز شد اما روز بعد معاون استانداری در انجمن حاضر شد و از شمارش بقیه آراء جلوگیری کرد. در نتیجه اختلافاتی بین فرمانداری و انجمن نظارت بر انتخابات رخ داد که باعث شد این انجمن پنج ماه و نیم تشکیل نشود و کار انتخابات معوق بماند. سرانجام در اردیبهشت ۱۳۲۹ وزارت کشور از تهران بازرس فرستاد و انجمن دوباره تشکیل شد اما پس از بازدید صندوق‌ها و اتاقی که صندوق‌ها در آن نگهداری می‌شدند، مشخص شد که آرا دست خورده است. در نتیجه تصمیم گرفتند فقط آرائی را صحیح بدانند که در ۲۹ مهر ۱۳۲۸ شمارش شده بودند و بقیه آراء را باطل اعلام کنند. کل آرائی که صحیح قلمداد شد، ۵۶۳ رأی بود که صدر میرحسینی ۳۷۹ رأی را کسب کرده بود و برنده انتخابات شناخته شد و به مجلس راه یافت.